# 나카야마주쿠역
나카야마주쿠역(일본어: 中山宿駅)은 일본 후쿠시마현 고리야마시에 위치한 동일본 여객철도 반에쓰사이선의 철도역이다. 단선 승강장 1면 1선의 구조를 갖춘 지상역이다.

## 이용 현황
| 승차 인원 추이 | 승차 인원 추이 |
| 연도           | 1일 평균       |
| -------------- | -------------- |
| 2000           | 14             |
| 2001           | 11             |
| 2002           | 11             |
| 2003           | 11             |
| 2004           | 11             |

## 역 주변
- 반에쓰 자동차도 신나카야마 터널
- 국도 제49호선
- 고햐쿠 강

## 역사
- 1898년 7월 26일 : 이와에쓰 철도의 가정거장으로서 개업.
- 1899년 3월 10일 : 정식역으로 승격.
- 1906년 11월 1일 : 이와에쓰 철도가 국유화.
- 1963년 : 경사형 스위치를 통과 불가능형으로부터 통과 가능형으로 개량.
- 1971년 9월 1일 : 화물, 하물 취급 폐지. 운전요원만 배치.
- 1983년 3월 10일 : 반에쓰사이선 CTC화에 의해 역 무인화.
- 1987년 4월 1일 : 일본국유철도 분할 민영화에 의해, 동일본 여객철도가 승계.
- 1997년 3월 22일 : 경사형 스위치를 철거해, 본선 상으로 이전.
- 2015년 : 스위치 백 시대의 구 역사 터를 관광용으로 정비.

## 인접 역
| 동일본 여객철도 ■ 반에쓰사이선 | 동일본 여객철도 ■ 반에쓰사이선 | 동일본 여객철도 ■ 반에쓰사이선 |
| ------------------------------ | ------------------------------ | ------------------------------ |
| 반다이아타미 고리야마 방면     | ■ 보통                         | 조코 니쓰 방면                 |